# Babəki
Babəki è un comune dell'Azerbaigian situato nel distretto di Şərur.